# Corrente delle Falkland
La corrente delle Falkland è una corrente marina fredda dell'Oceano Atlantico meridionale. Si origina a ovest delle isole Falkland e scorre verso nord lungo le coste dell'Argentina, fino a incontrare a circa 30° di latitudine sud la corrente calda del Brasile.